# パルベンニア
パルベンニア（学名:Palvennia）は、ノルウェーに分布するジュラ紀末の地層から発見された、オフタルモサウルス科オフタルモサウルス亜科に属する絶滅した魚竜の属。オスロに位置する古生物学博物館である PalVenn にちなんでおり、この博物館の調査が模式標本の発見に繋がった。2012年にパトリック・スコット・ドラッケンミラーが記載した Palvennia hoybergeti が唯一知られている種である。

## 特徴
上部ジュラ系チトニアン階にあたるノルウェーのスヴァールバル諸島で最大の島であるスピッツベルゲン島中部の Agardhfjellet 層 Slottsmøya 部層から産出したタイプ標本 SVB 1451 が知られている。この標本はほぼ完全な頭骨と頭部より後方の断片化石からなる。頭骨は86センチメートルで、吻部は頭骨長の0.6倍以下と長くはなく、Ichthyosaurus breviceps に類似している。このため眼窩は頭骨長の0.34倍と非常に大きく見えるが、破損によるものである可能性がある。他に、眼窩の側方に位置する骨が細いといった特徴がある。
後に新たな標本 PMO 222.669 が発見され、2018年10月12日に論文が発表された。模式標本よりも頭骨は揃っており、椎骨や肋骨、前肢といった部位も発見されている。前頭骨は上側頭窓に接触せず、レニニアやアサバスカサウルスに類似する。後前頭骨は上側頭窓の縁に接し、外側に最も厚い部分は Platypterygius australis と同様に中央部である。上腕骨の近位端は遠位端と比較して前後方向に細く、これはヤヌサウルスほど顕著ではないが類似した形質である。また、近位端は背側から見ると大きく凸状になっている。尺骨が近位において橈骨よりも長い点もヤヌサウルスと共通している。オフタルモサウルス科の魚竜の中では体との比率で最も大きい頭頂孔を持ち、これはユーリノサウルスやレプトネクテスなど三畳紀の魚竜に多い特徴であるが、魚竜の進化との関係性は明瞭でない。一方、低緯度に生息するトカゲに頭頂孔が存在しないことが多いことから、頭頂孔は寒冷な気候において有利な形質であることが示唆され、魚竜の生態の研究に役立つ可能性がある。

## 分類
パルベンニアはオフタルモサウルス亜科に分類され、クリオプテリギウスに近縁である。一方でプラティプテリギウス亜科にもブラキプテリギウスやカイプリサウルスのような同時代の魚竜がいるが、後頭骨基底部の顆頭部が存在しないまたはごく小さいことがプラティプテリギウス亜科の典型的な特徴であり、パルベンニアにはそれが存在するためオフタルモサウルス亜科として分類されている。